# Geranomyia luteimana
Geranomyia luteimana är en tvåvingeart som först beskrevs av Alexander 1938.  Geranomyia luteimana ingår i släktet Geranomyia och familjen småharkrankar. Inga underarter finns listade i Catalogue of Life.